# 油頁岩蜥屬
油頁岩蜥屬（學名：Petrolacosaurus）是種史前爬行動物，身長約40公分長，是已知最早的雙孔亞綱爬行動物，生存在晚石炭紀的美國堪薩斯州，約3億200萬年前。
油頁岩蜥可能主要以小型昆蟲為食。油頁岩蜥有特化、類似犬齒的牙齒，這特徵也在獸孔目與較晚的哺乳類身上發現。

## 大眾文化
油頁岩蜥曾出現在BBC的節目《與巨獸共舞》（Walking with Monsters）。該節目說牠是合弓類、蜥形綱動物的共同祖先。牠們與幾種巨大節肢動物生活在同一時代，像是巨型中突蛛、巨尾蜻蜓、以及属于早期爬行形类的原水蝎螈。
但是，因為油頁岩蜥是種原始的雙孔動物，牠們並非基龍與異齒龍的共同祖先。爬行動物與合弓動物有其他的共同祖先，早在油頁岩蜥出現之前，兩個演化支已經分開演化。異齒龍的祖先可能是哈普托獸（Haptodus），一種原始的合弓動物，生存於3億年前到2億8000萬年前。油頁岩蜥是種原始的雙孔動物，頭顱的兩側各有兩個顳顬孔，可使下頜肌肉附著在上面。哈普托獸只有一個位在眼窩後的顳顬孔。